# Microsphecia brosiformis
Microsphecia brosiformis is een vlinder uit de familie wespvlinders (Sesiidae), onderfamilie Tinthiinae.
Microsphecia brosiformis is voor het eerst wetenschappelijk beschreven door Hübner in 1808. De soort komt voor in het Palearctisch gebied.